# Красный молот
«Кра́сный мо́лот» — завод нефтяного машиностроения располагавшийся в Грозном, в советский период одно из крупнейших предприятий Северного Кавказа.

## История
Завод «Молот» был создан в 1896 году на окраине Грозного как чугуномеднолитейный для ремонта и изготовления простейшего нефтяного оборудования. В 1912 году был включён в состав товарищества механических и литейных заводов. В том же году началось расширение производства и строительство механического цеха.
В 1920 году завод был национализирован. В 1922 году решением исполкома Грозненского городского Совета депутатов трудящихся ему было присвоено название «Красный молот». В советский период завод был ведущим машиностроительным предприятием Чечено-Ингушетии и единственным заводом в СССР по производству оборудования для гидроразрыва пластов.
С 1930 года на предприятии издавалась заводская малотиражная газета «Машиностроитель».
В годы Великой Отечественной войны завод выпускал мины и миномёты. Кроме того, на заводе ремонтировались и тут же возвращались в строй повреждённые на фронте автомашины, тягачи, танки, бронепоезда. За самоотверженный труд по выпуску военной продукции Президиум Верховного Совета Чечено-Ингушской АССР вручил заводу Красное знамя.
В 1971 году завод был награждён орденом Октябрьской Революции.
К началу 1990-х годов на заводе трудилось до 5 тысяч человек. Продукция завода экспортировалась в 34 страны. Выпускалось также примерно 80 наименований товаров народного потребления. В 1982 году во время своего визита в Чечено-Ингушетию завод посетил секретарь ЦК КПСС Иван Капитонов.
Боевые действия первой и второй чеченских войн привели к почти полному разрушению промышленности республики. Завод также подвергся бомбёжкам, после которых распродавался и разворовывался на металлолом. Уцелели лишь несколько административных зданий и заводских труб. Ныне на бывшей территории завода располагается рынок «Беркат».